# 票務大師
票務大師（英語：Ticketmaster）是一家美國票務銷售和分銷公司，總部位於加州比佛利山，業務遍及全球許多國家，在2010年與理想國合併，並更名為「理想國演藝」。
為了面向一級市場和二級市場，票務大師的門票銷售透過數位方式或位於西弗吉尼亚州查爾斯頓和德克薩斯州法爾的兩個主要履行中心完成。票務大師的客戶包括場館、藝人和推廣商。客戶控制他們的活動並設定門票價格，而票務大師則是出售客戶提供的門票，另外票務大師也擁有並經營獨立場館的票務網站「TicketWeb」。
票務大師面臨許多爭議和訴訟，被指控違反多項法律，票務大師對在平台上購買和轉售的門票收取費用，而這些門票銷售費用佔總門票成本的很大一部分，並受到監管機構、顧客和音樂人的嚴格審查。票務大師還面臨美國司法部的審查，指控其對違反2010年理想國合併協議十年同意令的場館進行報復，最終該協議期限已從 2020年延長至2025年。
在票務大師對2022年11月泰勒絲的「時代巡迴演唱會」預售的處理方式受到廣泛批評後，美國司法部開始以壟斷、反壟斷法和侵犯消費者權益為由對理想國演藝進行正式調查。美國參議院司法委員會於2023年1月舉行聽證會並且審查該合併案，2024年5月23日，美國司法部和29個州聯盟正式對理想國和票務大師發起反壟斷訴訟，另有10個州加入訴訟後，使共同原告總數達到40個。

## 外部連結
1. ↑  . 2020-02-28 （英语）.
2. ↑  Pelofsky, Jeremy; Adegoke, Yinka. . Reuters. 25 January 2010-01-25  [2025-05-11]. （原始内容存档于2022-11-25） （英语）.
3. ↑  Michaels, Dave; Steele, Anne. . The Wall Street Journal. 2024-05-23  [2024-05-24] （美国英语）.
4. ↑  . United States Department of Justice. 2024-08-19  [2024-08-19] （英语）. The department, and its now-expanded group of 40 co-plaintiffs, filed an amended complaint in the Southern District of New York.

- 官方网站
- Scam Alert: Entertainment Rewards and Ticketmaster – Consumerist